# トーマス・アーマット
トーマス・J・アーマット（Thomas J. Armat、1866年10月25日 - 1948年9月30日）は、アメリカ合衆国の機械工、発明家で、映画の先駆者のひとりであり、トーマス・エジソンのヴァイタスコープを共同で発明したことで知られる。

## 経歴
アーマットは、バージニア州リッチモンドの機械工学校 (the Mechanics Institute) に学び、ついで1894年にワシントンD.C.のブリス電気学校（Bliss Electrical School、後のモンゴメリー・カレッジ）に学び、そこでチャールズ・フランシス・ジェンキンズと出会った。クラスメイトとなった二人は協力して映写機の開発に取り組み、新たな間欠機構として「ビーター機構 (beater mechanism)」を用いたが、それは1893年にフランスのジョルジュ・デムニーが特許を取っていた機構に似たものであった。この映写機は、レイサム・ループとして知られた仕組みを取り入れた最も初期の部類の一つであった。この仕組みは、フィルム送りに際して、ループを追加することでフィルムにかかる引っ張る力を減らし、フィルムの破損を防ぐもので、同じ時期にウッドヴィル・レイサムとその息子たちも、独自に開発していた。アーマットとジェンキンズは、彼らの発明を、ジェンキンズが単独で開発していたより早い段階のモデルの名を踏襲して「ファントスコープ (Phantoscope)」と名付け、1895年9月にアトランタの綿花州万国博覧会で公開上映をした。
上映が成功した後、二人の共同発明者たちは特許の問題をめぐって仲違いをしてしまう。ジェンキンズは、発明者を自分単独の名義で登録しようとしたが、それが却下されたため、権利をアーマットにすべて売却し、それを受けてアーマットはトーマス・エジソンと合流して特許を売却し、エジソンはこの映写機を「ヴァイタスコープ (Vitascope)」として市場に送り出した。1896年4月23日から、ニューヨークでこの映写機を用いた公開上映が始まり、1週間以上続けられた。
エジソンの下で働くことになったアーマットは、1897年に、ビーター機構に代えて、より正確なジェネバ機構を採用したが、これは前年にドイツのオスカル・メシュターとマックス・グリーヴェ (Max Griewe)や、イングランドのロバート・ウィリアム・ポールが発明していたものを、模倣したものであった。
1947年、アーマットは、ウィリアム・ニコラス・セリッグ、アルバート・E・スミス、ジョージ・カーク・スプーアとともに、映画の先駆者たちを代表する映画産業への貢献に対してアカデミー賞特別賞を受賞した。
アーマットは、1948年9月30日に死去した。
2011年、アーマットは、死去後の殿堂入りとして、全米発明家殿堂に入った。